# Przypust
Przypust – wieś (dawniej miasto) w Polsce położona w województwie kujawsko-pomorskim, w powiecie aleksandrowskim, w gminie Waganiec.

## Historia
Przypust uzyskał lokację miejską w 1274 roku, zdegradowany po 1550 roku.
We wrześniu 1410 pod Przypustem zbudowano most łyżwowy (użyty wcześniej pod Czerwińskiem) dla wojsk wracających spod Grunwaldu.

## Podział administracyjny
W latach 1975–1998 miejscowość administracyjnie należała do województwa włocławskiego. Wieś sołecka – zobacz jednostki pomocnicze gminy Waganiec w BIP.

## Demografia
W roku liczył 80 mieszkańców. Według Narodowego Spisu Powszechnego (III 2011 r.) było ich 83. Jest jedną z 3 najmniejszych miejscowości gminy Waganiec (ludność żadnej z nich nie przekracza 90 osób).

## Zabytki
Według rejestru zabytków NID na listę zabytków wpisany jest drewniany kościół filialny pw. św.św. Stanisława i Marii Magdaleny z XVIII w., nr rej.: A/450 z 20.05.1955.
Świątynia wzniesiona została w 2 poł. XVII wieku w Nowogródku nad Wisłą. Na obecne miejsce przeniesiona została w 1779 roku. Kościół jest jednonawowy, o konstrukcji zrębowej z drewna modrzewiowego. Wewnątrz zachowały się trzy barokowe ołtarze i chór.